# استاد محراب پالانت
استاد محراب پالانت (به انگلیسی: Master of the Pallant Altarpiece) یک نقاش آلمانی بود که در حدود سال ۱۴۳۰ میلادی در کلن فعال بود. آثار او ردپایی از تأثیر اشتفان لوخنر را نشان می‌دهد. نام او برگرفته از یک قطعۀ محرابی به تاریخ ۱۴۲۵ میلادی است که توسط ورنر دوم پالانت به کلیسای محلی لینیش اهدا شد.